# Deuxième circonscription de l'Indre
La deuxième circonscription législative de l'Indre est l'une des circonscriptions législatives françaises que compte le département de l'Indre, en région Centre-Val de Loire. Son territoire a été redécoupée en 2010 et entré en application à compter des élections législatives de 2012.

## Géographie
La circonscription s'étend du nord-est au sud-est du département, sur une superficie de 4 040,48 km2.

### De 1958 à 1986
En 1958, les premières élections législatives de la Ve République se déroulent au scrutin majoritaire uninominal alors qu'il était proportionnel de liste départementale depuis 1945. À cette occasion, trois circonscriptions sont créées dans l'Indre.
La deuxième circonscription de l'Indre était composée de :
- Canton d'Aigurande
- Canton d'Éguzon-Chantôme
- Canton de La Châtre
- Canton d'Issoudun-Nord
- Canton d'Issoudun-Sud
- Canton de Neuvy-Saint-Sépulchre
- Canton de Saint-Christophe-en-Bazelle
- Canton de Sainte-Sévère-sur-Indre
- Canton de Vatan.

Source : Journal Officiel du 14-15 Octobre 1958.
Ce découpage électoral prend fin en 1986 lorsqu'est rétabli le scrutin proportionnel de liste départementale et le retour du scrutin à circonscription en 1988 modifie peu les contours de la circonscription.

### De 1988 à 2012
De 1988 à 2012, le périmètre de la circonscription comprenait les cantons suivants (120 communes) :
- Canton d'Aigurande
- Canton d'Argenton-sur-Creuse
- Canton de La Châtre
- Canton d'Éguzon-Chantôme
- Canton d'Issoudun-Nord
- Canton d'Issoudun-Sud
- Canton de Neuvy-Saint-Sépulchre
- Canton de Saint-Christophe-en-Bazelle
- Canton de Sainte-Sévère-sur-Indre
- Canton de Vatan.

### De 2012 à 2016
De 2012 à mars 2015, le périmètre de la circonscription comprenait les cantons suivants (164 communes) : 
- Canton d'Aigurande
- Canton d'Ardentes
- Canton d'Argenton-sur-Creuse
- Canton de La Châtre
- Canton d'Écueillé
- Canton d'Éguzon-Chantôme
- Canton d'Issoudun-Nord
- Canton d'Issoudun-Sud
- Canton de Levroux
- Canton de Neuvy-Saint-Sépulchre
- Canton de Saint-Christophe-en-Bazelle
- Canton de Sainte-Sévère-sur-Indre
- Canton de Valençay
- Canton de Vatan.

Depuis mars 2015 (redécoupage cantonal de 2014), le périmètre de la circonscription comprend les cantons suivants : 
- Canton d'Ardentes (11/12 communes)
- Canton d'Argenton-sur-Creuse (20/20 communes)
- Canton de La Châtre (34/34 communes)
- Canton d'Issoudun (6/6 communes)
- Canton de Levroux (35/36 communes)
- Canton de Neuvy-Saint-Sépulchre (25/25 communes)
- Canton de Saint-Gaultier (2/34 communes)
- Canton de Valençay (31/31 communes).

### De 2016 à 2019
Depuis mars 2015 (redécoupage cantonal de 2014), le périmètre de la circonscription comprend les cantons suivants (161 communes) : 
- Canton d'Ardentes (11/12 communes)
- Canton d'Argenton-sur-Creuse
- Canton de La Châtre
- Canton d'Issoudun
- Canton de Levroux
- Canton de Neuvy-Saint-Sépulchre
- Canton de Saint-Gaultier (2/34 communes)
- Canton de Valençay.

Le 1er janvier 2016, les communes de Parpeçay, Sainte-Cécile et Varennes-sur-Fouzon fusionnent et donne la commune nouvelle de Val-Fouzon.

### Depuis 2019
Le périmètre de la circonscription comprend les cantons suivants (159 communes) : 
- Canton d'Ardentes (11/12 communes)
- Canton d'Argenton-sur-Creuse
- Canton de La Châtre
- Canton d'Issoudun
- Canton de Levroux
- Canton de Neuvy-Saint-Sépulchre
- Canton de Saint-Gaultier (2/34 communes)
- Canton de Valençay.

Le 1er janvier 2019, Villentrois et Faverolles-en-Berry fusionnent pour former la commune nouvelle de Villentrois-Faverolles-en-Berry et Saint-Pierre-de-Lamps rejoint la commune nouvelle de Levroux.
| Nom                             | Code Insee | Intercommunalité                           | Superficie (km2) | Population (dernière pop. légale) | Densité (hab./km2) |
| ------------------------------- | ---------- | ------------------------------------------ | ---------------- | --------------------------------- | ------------------ |
| Aigurande                       | 36001      | CC de la Marche Berrichonne                | 27,77            | 1 329 (2022)                      | 48                 |
| Aize                            | 36002      | CC Champagne Boischauts                    | 17,07            | 116 (2022)                        | 6,8                |
| Ambrault                        | 36003      | CC Champagne Boischauts                    | 25,59            | 887 (2022)                        | 35                 |
| Anjouin                         | 36004      | CC Chabris - Pays de Bazelle               | 28,91            | 315 (2022)                        | 11                 |
| Ardentes                        | 36005      | CA Châteauroux Métropole                   | 62,09            | 3 747 (2022)                      | 60                 |
| Argenton-sur-Creuse             | 36006      | CC Éguzon - Argenton - Vallée de la Creuse | 29,34            | 4 817 (2022)                      | 164                |
| Arthon                          | 36009      | CA Châteauroux Métropole                   | 46,8             | 1 216 (2022)                      | 26                 |
| Badecon-le-Pin                  | 36158      | CC Éguzon - Argenton - Vallée de la Creuse | 9,88             | 761 (2022)                        | 77                 |
| Bagneux                         | 36011      | CC Chabris - Pays de Bazelle               | 25,3             | 173 (2022)                        | 6,8                |
| Baraize                         | 36012      | CC Éguzon - Argenton - Vallée de la Creuse | 16,39            | 357 (2022)                        | 22                 |
| Baudres                         | 36013      | CC de la Région de Levroux                 | 27,4             | 400 (2022)                        | 15                 |
| Bazaiges                        | 36014      | CC Éguzon - Argenton - Vallée de la Creuse | 18,37            | 213 (2022)                        | 12                 |
| La Berthenoux                   | 36017      | CC de La Châtre et Sainte-Sévère           | 39,82            | 361 (2022)                        | 9,1                |
| Bommiers                        | 36019      | CC Champagne Boischauts                    | 28,38            | 320 (2022)                        | 11                 |
| Bouges-le-Château               | 36023      | CC de la Région de Levroux                 | 34,77            | 264 (2022)                        | 7,6                |
| Les Bordes                      | 36021      | CC du Pays d'Issoudun                      | 16,3             | 824 (2022)                        | 51                 |
| Bouesse                         | 36022      | CC Éguzon - Argenton - Vallée de la Creuse | 24,19            | 388 (2022)                        | 16                 |
| Bretagne                        | 36024      | CC de la Région de Levroux                 | 18,36            | 122 (2022)                        | 6,6                |
| Briantes                        | 36025      | CC de La Châtre et Sainte-Sévère           | 23,12            | 596 (2022)                        | 26                 |
| Brion                           | 36026      | CC de la Région de Levroux                 | 44,2             | 595 (2022)                        | 13                 |
| Brives                          | 36027      | CC Champagne Boischauts                    | 19,61            | 239 (2022)                        | 12                 |
| La Buxerette                    | 36028      | CC de la Marche Berrichonne                | 10,99            | 111 (2022)                        | 10                 |
| Buxeuil                         | 36029      | CC Champagne Boischauts                    | 19,75            | 221 (2022)                        | 11                 |
| Buxières-d'Aillac               | 36030      | CC du Val de Bouzanne                      | 25,75            | 243 (2022)                        | 9,4                |
| Ceaulmont                       | 36032      | CC Éguzon - Argenton - Vallée de la Creuse | 17,38            | 673 (2022)                        | 39                 |
| Celon                           | 36033      | CC Éguzon - Argenton - Vallée de la Creuse | 17,04            | 383 (2022)                        | 22                 |
| Chabris                         | 36034      | CC Chabris - Pays de Bazelle               | 41,22            | 2 762 (2022)                      | 67                 |
| La Champenoise                  | 36037      | CC Champagne Boischauts                    | 44,34            | 305 (2022)                        | 6,9                |
| Champillet                      | 36038      | CC de La Châtre et Sainte-Sévère           | 6,94             | 126 (2022)                        | 18                 |
| La Chapelle-Saint-Laurian       | 36041      | CC Champagne Boischauts                    | 9,82             | 136 (2022)                        | 14                 |
| Chasseneuil                     | 36042      | CC Éguzon - Argenton - Vallée de la Creuse | 29,85            | 710 (2022)                        | 24                 |
| Chassignolles                   | 36043      | CC de La Châtre et Sainte-Sévère           | 29,94            | 533 (2022)                        | 18                 |
| La Châtre                       | 36046      | CC de La Châtre et Sainte-Sévère           | 6,06             | 4 038 (2022)                      | 666                |
| Chavin                          | 36048      | CC Éguzon - Argenton - Vallée de la Creuse | 14,01            | 270 (2022)                        | 19                 |
| Chouday                         | 36052      | CC Champagne Boischauts                    | 30               | 145 (2022)                        | 4,8                |
| Cluis                           | 36056      | CC du Val de Bouzanne                      | 35,32            | 979 (2022)                        | 28                 |
| Coings                          | 36057      | CA Châteauroux Métropole                   | 29,33            | 903 (2022)                        | 31                 |
| Condé                           | 36059      | CC Champagne Boischauts                    | 23,82            | 227 (2022)                        | 9,5                |
| Crevant                         | 36060      | CC de la Marche Berrichonne                | 36,54            | 706 (2022)                        | 19                 |
| Crozon-sur-Vauvre               | 36061      | CC de la Marche Berrichonne                | 27,69            | 331 (2022)                        | 12                 |
| Cuzion                          | 36062      | CC Éguzon - Argenton - Vallée de la Creuse | 18,45            | 474 (2022)                        | 26                 |
| Diors                           | 36064      | CA Châteauroux Métropole                   | 25,44            | 755 (2022)                        | 30                 |
| Diou                            | 36065      | CC du Pays d'Issoudun                      | 16,39            | 259 (2022)                        | 16                 |
| Dun-le-Poëlier                  | 36068      | CC Chabris - Pays de Bazelle               | 22,56            | 437 (2022)                        | 19                 |
| Écueillé                        | 36069      | CC Écueillé-Valençay                       | 34,9             | 1 189 (2022)                      | 34                 |
| Éguzon-Chantôme                 | 36070      | CC Éguzon - Argenton - Vallée de la Creuse | 36,44            | 1 314 (2022)                      | 36                 |
| Étrechet                        | 36071      | CA Châteauroux Métropole                   | 17,89            | 1 002 (2022)                      | 56                 |
| Feusines                        | 36073      | CC de La Châtre et Sainte-Sévère           | 12,49            | 208 (2022)                        | 17                 |
| Fontenay                        | 36075      | CC Champagne Boischauts                    | 12,33            | 77 (2022)                         | 6,2                |
| Fontguenand                     | 36077      | CC Écueillé-Valençay                       | 18,24            | 252 (2022)                        | 14                 |
| Fougerolles                     | 36078      | CC du Val de Bouzanne                      | 17,17            | 352 (2022)                        | 21                 |
| Francillon                      | 36079      | CC de la Région de Levroux                 | 10,27            | 76 (2022)                         | 7,4                |
| Frédille                        | 36080      | CC Écueillé-Valençay                       | 6,31             | 76 (2022)                         | 12                 |
| Gargilesse-Dampierre            | 36081      | CC Éguzon - Argenton - Vallée de la Creuse | 15,72            | 267 (2022)                        | 17                 |
| Gehée                           | 36082      | CC Écueillé-Valençay                       | 22,75            | 254 (2022)                        | 11                 |
| Giroux                          | 36083      | CC Champagne Boischauts                    | 23,48            | 121 (2022)                        | 5,2                |
| Guilly                          | 36085      | CC Champagne Boischauts                    | 20,64            | 239 (2022)                        | 12                 |
| Gournay                         | 36084      | CC du Val de Bouzanne                      | 20,33            | 280 (2022)                        | 14                 |
| Heugnes                         | 36086      | CC Écueillé-Valençay                       | 42,17            | 385 (2022)                        | 9,1                |
| Issoudun                        | 36088      | CC du Pays d'Issoudun                      | 36,6             | 10 953 (2022)                     | 299                |
| Jeu-les-Bois                    | 36089      | CA Châteauroux Métropole                   | 38,32            | 405 (2022)                        | 11                 |
| Jeu-Maloches                    | 36090      | CC Écueillé-Valençay                       | 12,73            | 119 (2022)                        | 9,3                |
| Lacs                            | 36091      | CC de La Châtre et Sainte-Sévère           | 13,46            | 655 (2022)                        | 49                 |
| Langé                           | 36092      | CC Écueillé-Valençay                       | 20,63            | 260 (2022)                        | 13                 |
| Levroux                         | 36093      | CC de la Région de Levroux                 | 82,32            | 2 802 (2022)                      | 34                 |
| Lignerolles                     | 36095      | CC de La Châtre et Sainte-Sévère           | 13               | 115 (2022)                        | 8,8                |
| Liniez                          | 36097      | CC Champagne Boischauts                    | 26,94            | 324 (2022)                        | 12                 |
| Lizeray                         | 36098      | CC Champagne Boischauts                    | 35,41            | 83 (2022)                         | 2,3                |
| Lourdoueix-Saint-Michel         | 36099      | CC de la Marche Berrichonne                | 19,67            | 303 (2022)                        | 15                 |
| Lourouer-Saint-Laurent          | 36100      | CC de La Châtre et Sainte-Sévère           | 11,21            | 250 (2022)                        | 22                 |
| Luant                           | 36101      | CA Châteauroux Métropole                   | 31,06            | 1 584 (2022)                      | 51                 |
| Luçay-le-Libre                  | 36102      | CC Champagne Boischauts                    | 11,85            | 105 (2022)                        | 8,9                |
| Luçay-le-Mâle                   | 36103      | CC Écueillé-Valençay                       | 68,08            | 1 315 (2022)                      | 19                 |
| Lye                             | 36107      | CC Écueillé-Valençay                       | 24,77            | 757 (2022)                        | 31                 |
| Lys-Saint-Georges               | 36108      | CC du Val de Bouzanne                      | 12,98            | 200 (2022)                        | 15                 |
| Le Magny                        | 36109      | CC de La Châtre et Sainte-Sévère           | 17,84            | 1 015 (2022)                      | 57                 |
| Maillet                         | 36110      | CC du Val de Bouzanne                      | 25,02            | 242 (2022)                        | 9,7                |
| Malicornay                      | 36111      | CC du Val de Bouzanne                      | 16,31            | 189 (2022)                        | 12                 |
| Mâron                           | 36112      | CA Châteauroux Métropole                   | 27,84            | 736 (2022)                        | 26                 |
| Menetou-sur-Nahon               | 36115      | CC Chabris - Pays de Bazelle               | 6,98             | 143 (2022)                        | 20                 |
| Ménétréols-sous-Vatan           | 36116      | CC Champagne Boischauts                    | 27,83            | 117 (2022)                        | 4,2                |
| Meunet-sur-Vatan                | 36122      | CC Champagne Boischauts                    | 12,47            | 196 (2022)                        | 16                 |
| Le Menoux                       | 36117      | CC Éguzon - Argenton - Vallée de la Creuse | 5,58             | 412 (2022)                        | 74                 |
| Mers-sur-Indre                  | 36120      | CC du Val de Bouzanne                      | 25,45            | 664 (2022)                        | 26                 |
| Meunet-Planches                 | 36121      | CC Champagne Boischauts                    | 26,73            | 168 (2022)                        | 6,3                |
| Migny                           | 36125      | CC du Pays d'Issoudun                      | 13,35            | 110 (2022)                        | 8,2                |
| Montchevrier                    | 36126      | CC de la Marche Berrichonne                | 34,7             | 448 (2022)                        | 13                 |
| Montgivray                      | 36127      | CC de La Châtre et Sainte-Sévère           | 25,48            | 1 557 (2022)                      | 61                 |
| Montipouret                     | 36129      | CC du Val de Bouzanne                      | 27,89            | 611 (2022)                        | 22                 |
| Montlevicq                      | 36130      | CC de La Châtre et Sainte-Sévère           | 18,79            | 106 (2022)                        | 5,6                |
| Mosnay                          | 36131      | CC Éguzon - Argenton - Vallée de la Creuse | 25,28            | 463 (2022)                        | 18                 |
| La Motte-Feuilly                | 36132      | CC de La Châtre et Sainte-Sévère           | 5,68             | 74 (2022)                         | 13                 |
| Mouhers                         | 36133      | CC du Val de Bouzanne                      | 17,89            | 205 (2022)                        | 11                 |
| Moulins-sur-Céphons             | 36135      | CC de la Région de Levroux                 | 32,17            | 277 (2022)                        | 8,6                |
| Néret                           | 36138      | CC de La Châtre et Sainte-Sévère           | 19,05            | 188 (2022)                        | 9,9                |
| Neuvy-Pailloux                  | 36140      | CC Champagne Boischauts                    | 41,81            | 1 161 (2022)                      | 28                 |
| Neuvy-Saint-Sépulchre           | 36141      | CC du Val de Bouzanne                      | 35,11            | 1 657 (2022)                      | 47                 |
| Nohant-Vic                      | 36143      | CC de La Châtre et Sainte-Sévère           | 21,25            | 451 (2022)                        | 21                 |
| Orsennes                        | 36146      | CC de la Marche Berrichonne                | 49,28            | 705 (2022)                        | 14                 |
| Orville                         | 36147      | CC Chabris - Pays de Bazelle               | 9,35             | 141 (2022)                        | 15                 |
| Paudy                           | 36152      | CC du Pays d'Issoudun                      | 30,28            | 437 (2022)                        | 14                 |
| Le Pêchereau                    | 36154      | CC Éguzon - Argenton - Vallée de la Creuse | 20,94            | 1 781 (2022)                      | 85                 |
| Pellevoisin                     | 36155      | CC Écueillé-Valençay                       | 25,62            | 794 (2022)                        | 31                 |
| Pérassay                        | 36156      | CC de La Châtre et Sainte-Sévère           | 24,19            | 415 (2022)                        | 17                 |
| La Pérouille                    | 36157      | CC Brenne - Val de Creuse                  | 21,54            | 435 (2022)                        | 20                 |
| Le Poinçonnet                   | 36159      | CA Châteauroux Métropole                   | 45               | 5 848 (2022)                      | 130                |
| Pommiers                        | 36160      | CC Éguzon - Argenton - Vallée de la Creuse | 12,19            | 228 (2022)                        | 19                 |
| Le Pont-Chrétien-Chabenet       | 36161      | CC Éguzon - Argenton - Vallée de la Creuse | 9,03             | 934 (2022)                        | 103                |
| Poulaines                       | 36162      | CC Chabris - Pays de Bazelle               | 46,32            | 816 (2022)                        | 18                 |
| Pouligny-Notre-Dame             | 36163      | CC de La Châtre et Sainte-Sévère           | 33,75            | 641 (2022)                        | 19                 |
| Pouligny-Saint-Martin           | 36164      | CC de La Châtre et Sainte-Sévère           | 15,66            | 232 (2022)                        | 15                 |
| Préaux                          | 36166      | CC Écueillé-Valençay                       | 32,54            | 172 (2022)                        | 5,3                |
| Pruniers                        | 36169      | CC Champagne Boischauts                    | 49               | 497 (2022)                        | 10                 |
| Reboursin                       | 36170      | CC Champagne Boischauts                    | 12,72            | 104 (2022)                        | 8,2                |
| Reuilly                         | 36171      | CC du Pays d'Issoudun                      | 25,8             | 2 009 (2022)                      | 78                 |
| Rouvres-les-Bois                | 36175      | CC de la Région de Levroux                 | 30,85            | 278 (2022)                        | 9                  |
| Saint-Aoustrille                | 36179      | CC Champagne Boischauts                    | 19,47            | 211 (2022)                        | 11                 |
| Saint-Août                      | 36180      | CC de La Châtre et Sainte-Sévère           | 54,11            | 817 (2022)                        | 15                 |
| Saint-Aubin                     | 36181      | CC Champagne Boischauts                    | 28,32            | 151 (2022)                        | 5,3                |
| Saint-Chartier                  | 36184      | CC de La Châtre et Sainte-Sévère           | 27,52            | 465 (2022)                        | 17                 |
| Saint-Christophe-en-Bazelle     | 36185      | CC Chabris - Pays de Bazelle               | 13,94            | 353 (2022)                        | 25                 |
| Saint-Christophe-en-Boucherie   | 36186      | CC de La Châtre et Sainte-Sévère           | 26,89            | 234 (2022)                        | 8,7                |
| Saint-Denis-de-Jouhet           | 36189      | CC de la Marche Berrichonne                | 43,48            | 969 (2022)                        | 22                 |
| Sainte-Fauste                   | 36190      | CC Champagne Boischauts                    | 23,07            | 260 (2022)                        | 11                 |
| Saint-Florentin                 | 36191      | CC Champagne Boischauts                    | 15,95            | 508 (2022)                        | 32                 |
| Saint-Georges-sur-Arnon         | 36195      | CC du Pays d'Issoudun                      | 23,87            | 554 (2022)                        | 23                 |
| Sainte-Lizaigne                 | 36199      | CC du Pays d'Issoudun                      | 26,36            | 1 109 (2022)                      | 42                 |
| Saint-Marcel                    | 36200      | CC Éguzon - Argenton - Vallée de la Creuse | 17,84            | 1 510 (2022)                      | 85                 |
| Saint-Pierre-de-Jards           | 36205      | CC Champagne Boischauts                    | 18,01            | 98 (2022)                         | 5,4                |
| Saint-Plantaire                 | 36207      | CC de la Marche Berrichonne                | 34,07            | 602 (2022)                        | 18                 |
| Sainte-Sévère-sur-Indre         | 36208      | CC de La Châtre et Sainte-Sévère           | 26,03            | 775 (2022)                        | 30                 |
| Saint-Valentin                  | 36209      | CC Champagne Boischauts                    | 24,9             | 263 (2022)                        | 11                 |
| Sarzay                          | 36210      | CC de La Châtre et Sainte-Sévère           | 18,3             | 300 (2022)                        | 16                 |
| Sassierges-Saint-Germain        | 36211      | CA Châteauroux Métropole                   | 31,72            | 447 (2022)                        | 14                 |
| Sazeray                         | 36214      | CC de La Châtre et Sainte-Sévère           | 22,69            | 296 (2022)                        | 13                 |
| Ségry                           | 36215      | CC du Pays d'Issoudun                      | 33,06            | 487 (2022)                        | 15                 |
| Selles-sur-Nahon                | 36216      | CC Écueillé-Valençay                       | 6,77             | 62 (2022)                         | 9,2                |
| Sembleçay                       | 36217      | CC Chabris - Pays de Bazelle               | 8,08             | 101 (2022)                        | 12                 |
| Tendu                           | 36219      | CC Éguzon - Argenton - Vallée de la Creuse | 42,17            | 654 (2022)                        | 16                 |
| Thevet-Saint-Julien             | 36221      | CC de La Châtre et Sainte-Sévère           | 30,94            | 395 (2022)                        | 13                 |
| Thizay                          | 36222      | CC Champagne Boischauts                    | 16,65            | 229 (2022)                        | 14                 |
| Tranzault                       | 36226      | CC du Val de Bouzanne                      | 17,97            | 347 (2022)                        | 19                 |
| Urciers                         | 36227      | CC de La Châtre et Sainte-Sévère           | 19,02            | 239 (2022)                        | 13                 |
| Valençay                        | 36228      | CC Écueillé-Valençay                       | 41,59            | 2 239 (2022)                      | 54                 |
| Val-Fouzon                      | 36229      | CC Chabris - Pays de Bazelle               | 46,9             | 944 (2022)                        | 20                 |
| Vatan                           | 36230      | CC Champagne Boischauts                    | 29,8             | 1 959 (2022)                      | 66                 |
| Velles                          | 36231      | CC Éguzon - Argenton - Vallée de la Creuse | 63,09            | 979 (2022)                        | 16                 |
| La Vernelle                     | 36233      | CC Écueillé-Valençay                       | 17,08            | 799 (2022)                        | 47                 |
| Verneuil-sur-Igneraie           | 36234      | CC de La Châtre et Sainte-Sévère           | 9,84             | 343 (2022)                        | 35                 |
| Veuil                           | 36235      | CC Écueillé-Valençay                       | 18,84            | 378 (2022)                        | 20                 |
| Vicq-Exemplet                   | 36236      | CC de La Châtre et Sainte-Sévère           | 38,74            | 321 (2022)                        | 8,3                |
| Vicq-sur-Nahon                  | 36237      | CC Écueillé-Valençay                       | 49,08            | 681 (2022)                        | 14                 |
| Vigoulant                       | 36238      | CC de La Châtre et Sainte-Sévère           | 9,71             | 99 (2022)                         | 10                 |
| Vijon                           | 36240      | CC de La Châtre et Sainte-Sévère           | 21,26            | 289 (2022)                        | 14                 |
| Villegongis                     | 36242      | CC de la Région de Levroux                 | 18,15            | 103 (2022)                        | 5,7                |
| Villegouin                      | 36243      | CC Écueillé-Valençay                       | 24,03            | 321 (2022)                        | 13                 |
| Villentrois-Faverolles-en-Berry | 36244      | CC Écueillé-Valençay                       | 73,79            | 880 (2022)                        | 12                 |
| Vineuil                         | 36247      | CC de la Région de Levroux                 | 44,41            | 1 245 (2022)                      | 28                 |
| Vouillon                        | 36248      | CC Champagne Boischauts                    | 14,98            | 224 (2022)                        | 15                 |

## Démographie
| 1962   | 1968   | 1975   | 1982   | 1990   | 1999   | 2006   | 2012    | 2017    |
| ------ | ------ | ------ | ------ | ------ | ------ | ------ | ------- | ------- |
| 88 848 | 94 176 | 89 513 | 85 843 | 82 229 | 80 677 | 82 606 | 118 098 | 115 146 |

## Histoire des députations
| Législature | Début de mandat | Fin de mandat  | Député                                                     | Parti politique                                                    | Observations |
| ----------- | --------------- | -------------- | ---------------------------------------------------------- | ------------------------------------------------------------------ | --- |
| Ire         | 9 décembre 1958 | 9 octobre 1962 | René Caillaud                                              | RGR/RRRS                                                           | Maire d'Issoudun de 1949 à 1971 Conseiller général de l'Indre de 1942 à 1945 puis de 1949 à 1973 Sénateur de l'Indre de 1955 à 1958 Mandat écourté à la suite d'une dissolution parlementaire décidée par Charles de Gaulle. |
| IIe         | 6 décembre 1962 | 2 avril 1967   | Jean Toury                                                 | UNR-UDT                                                            | Maire de La Châtre de 1959 à 1971 Conseiller général de l'Indre de 1964 à 1976 |
| IIIe        | 3 avril 1967    | 30 mai 1968    | Marcel Lemoine                                             | PCF                                                                | Maire de Déols de 1959 à 1977 puis de 1983 à 1989 Conseiller général de l'Indre de 1967 à 1985 Mandat écourté à la suite d'une dissolution parlementaire décidée par Charles de Gaulle. |
| IVe         | 11 juillet 1968 | 1er avril 1973 | Maurice Tissandier                                         | RI                                                                 | Maire de La Châtre de 1977 à 1995 |
| Ve          | 2 avril 1973    | 2 avril 1978   | Maurice Tissandier                                         | RI                                                                 | |
| VIe         | 3 avril 1978    | 22 mai 1981    | Maurice Tissandier                                         | UDF                                                                | Mandat écourté à la suite d'une dissolution parlementaire décidée par François Mitterrand. |
| VIIe        | 2 juillet 1981  | 1er avril 1986 | André Laignel                                              | PS                                                                 | Maire d’Issoudun depuis 1977 Président du Conseil général de l’Indre de 1979 à 1985 Conseiller général de l'Indre de 1976 à 2004 Secrétaire d’État à la Formation Professionnelle de 1988 à 1991 (Gouvernements Rocard 1 et 2) Ministre chargé de la Ville et à l’Aménagement du territoire de 1991 à 1993 (Gouvernements Cresson et Bérégovoy) Député européen de 1994 à 1999 puis de 2004 à 2009. |
| VIIIe       | 2 avril 1986    | 14 mai 1988    | Michel Aurillac Henri Louet Daniel Bernardet André Laignel | Liste RPR (MM. Aurillac, Bernardet et Louet) Liste PS (M. Laignel) | Michel Aurillac est nommé ministre de la Coopération dans le gouvernement Chirac et cède son siège à Henri Louet, troisième sur la liste RPR derrière Daniel Bernardet Proportionnelle par département, pas de député par circonscription. Mandat écourté à la suite d'une dissolution parlementaire décidée par François Mitterrand.                                                               |
| IXe         | 23 juin 1988    | 1er avril 1993 | Jean-Claude Blin                                           | PS                                                                 | Maire d'Éguzon-Chantôme de 1983 à 2020 Conseiller général puis départemental de l'Indre de 1985 à 1992 et depuis 2011, remplace André Laignel à partir du 29 juillet 1988 à la suite d'une nomination au Gouvernement Rocard |
| Xe          | 2 avril 1993    | 21 avril 1997  | Nicolas Forissier                                          | UDF                                                                | Maire de La Châtre de 1995 à 2017 Secrétaire d'Etat à l'Agriculture de 2004 à 2005 (Gouvernement Raffarin) Mandat écourté à la suite d'une dissolution parlementaire décidée par Jacques Chirac. |
| XIe         | 12 juin 1997    | 18 juin 2002   | Nicolas Forissier                                          | UDF                                                                | |
| XIIe        | 19 juin 2002    | 19 juin 2007   | Nicolas Forissier,                                         | UMP,                                                               | Bernard Pousset remplace Nicolas Forissier à partir du 1er mai 2004 à la suite d'une nomination au Gouvernement Raffarin. |
| XIIIe       | 20 juin 2007    | 19 juin 2012   | Nicolas Forissier                                          | UMP                                                                | |
| XIVe        | 20 juin 2012    | 20 juin 2017   | Isabelle Bruneau                                           | PS                                                                 | Maire-adjointe d'Issoudun (2008-2012) Conseillère municipale d'Issoudun (depuis 2014) |
| XVe         | 21 juin 2017    | 21 juin 2022   | Nicolas Forissier                                          | LR                                                                 | Maire de La Châtre (1995-2017) Secrétaire d'Etat à l'Agriculture (2004-2005) (Gouvernement Raffarin) Conseiller régional du Centre-Val de Loire (depuis 2015) |
| XVIe        | 22 juin 2022    | 9 juin 2024    | Nicolas Forissier                                          | LR                                                                 | Maire de La Châtre (1995-2017) Secrétaire d'Etat à l'Agriculture (2004-2005) (Gouvernement Raffarin) Conseiller régional du Centre-Val de Loire (depuis 2015) Mandat écourté à la suite d'une dissolution parlementaire décidée par Emmanuel Macron. |
| XVIIe       | 8 juillet 2024  | En cours       | Nicolas Forissier                                          | LR                                                                 | Maire de La Châtre (1995-2017) Secrétaire d'Etat à l'Agriculture (2004-2005) (Gouvernement Raffarin) Conseiller régional du Centre-Val de Loire (depuis 2015) |

## Histoire des élections

### Élections de 1958
| Candidat       | Candidat          | Parti          | Premier tour | Premier tour | Second tour | Second tour |  |
| Candidat       | Candidat          | Parti          | Voix         | %            | Voix        | %           |  |
| -------------- | ----------------- | -------------- | ------------ | ------------ | ----------- | ----------- |  |
|                | René Caillaud élu | Radsoc         | 13 618       | 33,99        | 16 818      | 41,04       |  |
|                | Aimé Esmelin      | PCF            | 10 832       | 27,04        | 12 200      | 29,77       |  |
|                | Jean Toury        | UNR            | 8 564        | 21,38        | 11 962      | 29,19       |  |
|                | Robert Jospin     | SFIO           | 4 036        | 10,07        | Retrait     | Retrait     |  |
|                | Robert Nicolas    | UFF            | 3 014        | 7,52         | Retrait     | Retrait     |  |
|                |                   |                |              |              |             |             |  |
| Inscrits       | Inscrits          | Inscrits       | 58 018       | 100,00       | 57 909      | 100,00      |  |
| Abstentions    | Abstentions       | Abstentions    | 16 486       | 28,42        | 16 030      | 27,68       |  |
| Votants        | Votants           | Votants        | 41 532       | 71,58        | 41 879      | 72,32       |  |
| Blancs et nuls | Blancs et nuls    | Blancs et nuls | 1 468        | 3,53         | 899         | 2,15        |  |
| Exprimés       | Exprimés          | Exprimés       | 40 064       | 96,47        | 40 980      | 97,85       |  |

Le suppléant de René Caillaud était André Chabenat, maire de La Châtre.

### Élections de 1962
| Candidat       | Candidat              | Parti          | Premier tour | Premier tour | Second tour | Second tour |  |
| Candidat       | Candidat              | Parti          | Voix         | %            | Voix        | %           |  |
| -------------- | --------------------- | -------------- | ------------ | ------------ | ----------- | ----------- |  |
|                | Aimé Esmelin          | PCF            | 10 446       | 30,75        | 15 231      | 38,24       |  |
|                | Jean Toury élu        | UNR-UDT        | 10 430       | 30,70        | 15 994      | 40,16       |  |
|                | René Caillaud sortant | Radsoc         | 7 676        | 22,59        | 8 601       | 21,60       |  |
|                | Georges Allilaire     | Modérés        | 3 569        | 10,50        | Retrait     | Retrait     |  |
|                | Guy Bonidon           | SFIO           | 1 855        | 5,46         | Retrait     | Retrait     |  |
|                |                       |                |              |              |             |             |  |
| Inscrits       | Inscrits              | Inscrits       | 56 583       | 100,00       | 56 571      | 100,00      |  |
| Abstentions    | Abstentions           | Abstentions    | 21 452       | 37,91        | 15 916      | 28,13       |  |
| Votants        | Votants               | Votants        | 35 131       | 62,09        | 40 655      | 71,87       |  |
| Blancs et nuls | Blancs et nuls        | Blancs et nuls | 1 155        | 3,29         | 829         | 2,04        |  |
| Exprimés       | Exprimés              | Exprimés       | 33 976       | 96,71        | 39 826      | 97,96       |  |

La suppléante de Jean Toury était Jeannine Ralet, secrétaire médico-chirurgicale.

### Élections de 1967
| Candidat       | Candidat           | Parti          | Premier tour | Premier tour | Second tour | Second tour |  |
| Candidat       | Candidat           | Parti          | Voix         | %            | Voix        | %           |  |
| -------------- | ------------------ | -------------- | ------------ | ------------ | ----------- | ----------- |  |
|                | Marcel Lemoine élu | PCF            | 13 994       | 32,91        | 21 601      | 50,18       |  |
|                | Jean Toury sortant | UD-Ve          | 12 273       | 28,86        | 18 000      | 41,81       |  |
|                | Michel Bouguin     | CIR (FGDS)     | 6 789        | 15,97        | 3 447       | 8,01        |  |
|                | Julien Saint-Paul  | Modérés        | 5 486        | 12,90        |             |             |  |
|                | Claude Peninque    | CD (PDM)       | 3 978        | 9,36         |             |             |  |
|                |                    |                |              |              |             |             |  |
| Inscrits       | Inscrits           | Inscrits       | 55 389       | 100,00       | 55 379      | 100,00      |  |
| Abstentions    | Abstentions        | Abstentions    | 11 781       | 21,27        | 11 186      | 20,2        |  |
| Votants        | Votants            | Votants        | 43 608       | 78,73        | 44 193      | 79,8        |  |
| Blancs et nuls | Blancs et nuls     | Blancs et nuls | 1 088        | 2,49         | 1 145       | 2,59        |  |
| Exprimés       | Exprimés           | Exprimés       | 42 520       | 97,51        | 43 048      | 97,41       |  |

Le suppléant de Marcel Lemoine était Louis Halouin, ancien conseiller municipal d'Issoudun.

### Élections de 1968
| Candidat       | Candidat                    | Parti          | Premier tour | Premier tour | Second tour | Second tour |  |
| Candidat       | Candidat                    | Parti          | Voix         | %            | Voix        | %           |  |
| -------------- | --------------------------- | -------------- | ------------ | ------------ | ----------- | ----------- |  |
|                | Marcel Lemoine sortant      | PCF            | 15 885       | 37,96        | 19 097      | 44,44       |  |
|                | Maurice Tissandier élu      | RI (URP)       | 13 125       | 31,37        | 23 878      | 55,56       |  |
|                | Pierre Néraud de Boisdeffre | UDR (URP)      | 9 123        | 21,80        | Retrait     | Retrait     |  |
|                | Alphonse Filloux            | Radical (FGDS) | 2 897        | 6,92         |             |             |  |
|                | Jean-Jacques Pinty          | PSU            | 816          | 1,95         |             |             |  |
|                |                             |                |              |              |             |             |  |
| Inscrits       | Inscrits                    | Inscrits       | 54 766       | 100,00       | 54 759      | 100,00      |  |
| Abstentions    | Abstentions                 | Abstentions    | 12 046       | 22           | 11 000      | 20,09       |  |
| Votants        | Votants                     | Votants        | 42 720       | 78           | 43 759      | 79,91       |  |
| Blancs et nuls | Blancs et nuls              | Blancs et nuls | 874          | 2,05         | 784         | 1,79        |  |
| Exprimés       | Exprimés                    | Exprimés       | 41 846       | 97,95        | 42 975      | 98,21       |  |

Le suppléant de Maurice Tissandier était Claude Caylus, maire de Reuilly.

### Élections de 1973
| Candidat       | Candidat                         | Parti          | Premier tour | Premier tour | Second tour | Second tour |  |
| Candidat       | Candidat                         | Parti          | Voix         | %            | Voix        | %           |  |
| -------------- | -------------------------------- | -------------- | ------------ | ------------ | ----------- | ----------- |  |
|                | Maurice Tissandier sortant réélu | RI (URP)       | 16 215       | 38,48        | 23 488      | 54,47       |  |
|                | Henri Martin                     | PCF            | 11 478       | 27,24        | 19 636      | 45,53       |  |
|                | André Laignel                    | PS (UGSD)      | 8 055        | 19,12        | Retrait     | Retrait     |  |
|                | Claude Peninque                  | CD (MR)        | 4 626        | 10,98        |             |             |  |
|                | Monique Imbault                  | LO             | 1 760        | 4,18         |             |             |  |
|                |                                  |                |              |              |             |             |  |
| Inscrits       | Inscrits                         | Inscrits       | 54 270       | 100,00       | 54 242      | 100,00      |  |
| Abstentions    | Abstentions                      | Abstentions    | 10 970       | 20,21        | 9 564       | 17,63       |  |
| Votants        | Votants                          | Votants        | 43 300       | 79,79        | 44 678      | 82,37       |  |
| Blancs et nuls | Blancs et nuls                   | Blancs et nuls | 1 166        | 2,69         | 1 554       | 3,48        |  |
| Exprimés       | Exprimés                         | Exprimés       | 42 134       | 97,31        | 43 124      | 96,52       |  |

Le suppléant de Maurice Tissandier était le Docteur Julien Saint-Paul, vétérinaire, conseiller général du canton d'Issoudun-Sud.

### Élections de 1978
| Candidat       | Candidat                         | Parti          | Premier tour | Premier tour | Second tour | Second tour |  |
| Candidat       | Candidat                         | Parti          | Voix         | %            | Voix        | %           |  |
| -------------- | -------------------------------- | -------------- | ------------ | ------------ | ----------- | ----------- |  |
|                | Maurice Tissandier sortant réélu | UDF (PR)       | 20 076       | 42,90        | 25 597      | 52,28       |  |
|                | Henri Martin                     | PCF            | 12 159       | 28,98        | 23 361      | 47,72       |  |
|                | André Laignel                    | PS             | 11 298       | 24,14        | Retrait     | Retrait     |  |
|                | Michèle Ballanger                | MDD            | 1 849        | 3,95         |             |             |  |
|                | Sylvie Cerveau                   | LO             | 1 414        | 3,02         |             |             |  |
|                |                                  |                |              |              |             |             |  |
| Inscrits       | Inscrits                         | Inscrits       | 58 056       | 100,00       | 58 022      | 100,00      |  |
| Abstentions    | Abstentions                      | Abstentions    | 9 990        | 17,21        | 7 681       | 13,24       |  |
| Votants        | Votants                          | Votants        | 48 066       | 82,79        | 50 341      | 86,76       |  |
| Blancs et nuls | Blancs et nuls                   | Blancs et nuls | 1 270        | 2,64         | 1 383       | 2,75        |  |
| Exprimés       | Exprimés                         | Exprimés       | 46 796       | 97,36        | 48 958      | 97,25       |  |

Le suppléant de Maurice Tissandier était Julien Saint-Paul.

### Élections de 1981
| Candidat       | Candidat                   | Parti          | Premier tour | Premier tour | Second tour | Second tour |  |
| Candidat       | Candidat                   | Parti          | Voix         | %            | Voix        | %           |  |
| -------------- | -------------------------- | -------------- | ------------ | ------------ | ----------- | ----------- |  |
|                | André Laignel élu          | PS             | 17 066       | 40,47        | 25 885      | 56,24       |  |
|                | Maurice Tissandier sortant | UDF (PR)       | 16 096       | 38,17        | 20 145      | 43,76       |  |
|                | Henri Martin               | PCF            | 9 006        | 21,36        | Retrait     | Retrait     |  |
|                |                            |                |              |              |             |             |  |
| Inscrits       | Inscrits                   | Inscrits       | 57 727       | 100,00       | 57 724      | 100,00      |  |
| Abstentions    | Abstentions                | Abstentions    | 14 754       | 25,56        | 10 823      | 18,75       |  |
| Votants        | Votants                    | Votants        | 42 973       | 74,44        | 46 901      | 81,25       |  |
| Blancs et nuls | Blancs et nuls             | Blancs et nuls | 805          | 1,87         | 871         | 1,86        |  |
| Exprimés       | Exprimés                   | Exprimés       | 42 168       | 98,13        | 46 030      | 98,14       |  |

Le suppléant d'André Laignel était le Docteur Claude Fournier, docteur-vétérinaire, conseiller général, maire d'Éguzon-Chantôme.

### Élections de 1988
| Candidat       | Candidat                    | Parti          | Premier tour | Premier tour | Second tour | Second tour |  |
| Candidat       | Candidat                    | Parti          | Voix         | %            | Voix        | %           |  |
| -------------- | --------------------------- | -------------- | ------------ | ------------ | ----------- | ----------- |  |
|                | André Laignel sortant réélu | PS             | 22 190       | 48,40        | 28 945      | 57,95       |  |
|                | André Advenier              | UDF (URC)      | 15 971       | 34,83        | 21 008      | 42,05       |  |
|                | Marcel Foulon               | PCF            | 4 639        | 10,11        |             |             |  |
|                | Lucien Ferrer               | FN             | 3 045        | 6,64         |             |             |  |
|                |                             |                |              |              |             |             |  |
| Inscrits       | Inscrits                    | Inscrits       | 66 804       | 100,00       | 66 244      | 100,00      |  |
| Abstentions    | Abstentions                 | Abstentions    | 19 793       | 29,63        | 14 867      | 22,44       |  |
| Votants        | Votants                     | Votants        | 47 011       | 70,37        | 51 377      | 77,56       |  |
| Blancs et nuls | Blancs et nuls              | Blancs et nuls | 1 166        | 2,48         | 1 424       | 2,77        |  |
| Exprimés       | Exprimés                    | Exprimés       | 45 845       | 97,52        | 49 953      | 97,23       |  |

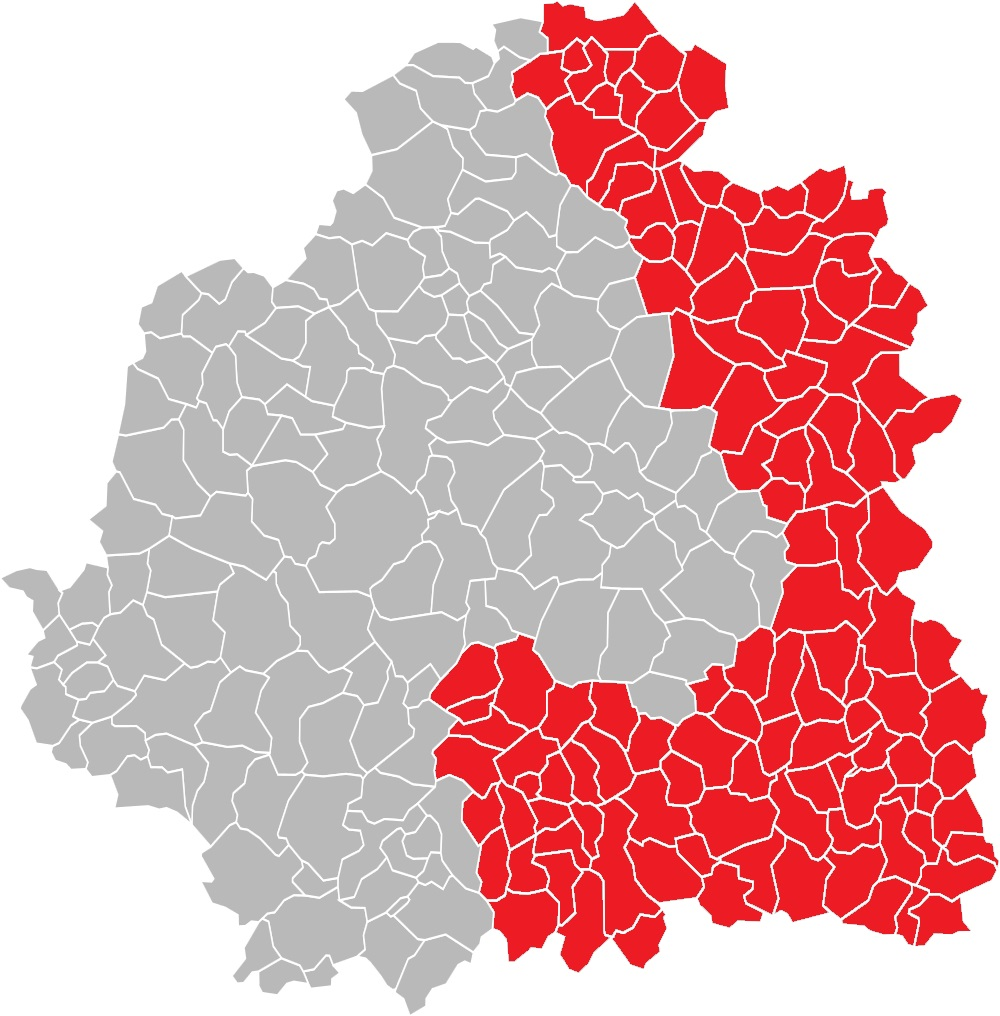
La deuxième circonscription de 1988 à 2012.

Le suppléant d'André Laignel était Jean-Claude Blin, conseiller technique agricole, conseiller général du canton d'Éguzon-Chantôme. Jean-Claude Blin remplaça André Laignel, nommé membre du gouvernement, du 29 juillet 1988 au 1er avril 1993.

### Élections de 1993
| Candidat       | Candidat              | Parti          | Premier tour | Premier tour | Second tour | Second tour |  |
| Candidat       | Candidat              | Parti          | Voix         | %            | Voix        | %           |  |
| -------------- | --------------------- | -------------- | ------------ | ------------ | ----------- | ----------- |  |
|                | Nicolas Forissier élu | UDF (PR)       | 17 625       | 39,56        | 25 230      | 53,21       |  |
|                | André Laignel sortant | PS (ADFP)      | 14 969       | 33,59        | 22 185      | 46,79       |  |
|                | Serge Laplanche       | FN             | 4 028        | 9,04         |             |             |  |
|                | Guylaine Piquet       | PCF            | 3 987        | 8,95         |             |             |  |
|                | Patrick Ferrenq       | Les Verts (EÉ) | 1 994        | 4,48         |             |             |  |
|                | Thérèse Amor          | LT-LNÉ         | 1 297        | 2,91         |             |             |  |
|                | Michèle Ballanger     | MDD            | 658          | 1,48         |             |             |  |
|                |                       |                |              |              |             |             |  |
| Inscrits       | Inscrits              | Inscrits       | 65 541       | 100,00       | 65 542      | 100,00      |  |
| Abstentions    | Abstentions           | Abstentions    | 15 259       | 23,28        | 17 958      | 27,4        |  |
| Votants        | Votants               | Votants        | 50 282       | 76,72        | 47 584      | 72,6        |  |
| Blancs et nuls | Blancs et nuls        | Blancs et nuls | 5 724        | 11,38        | 169         | 0,36        |  |
| Exprimés       | Exprimés              | Exprimés       | 44 558       | 88,62        | 47 415      | 99,64       |  |

Le suppléant de Nicolas Forissier était Bernard Pousset, exploitant agricole, conseiller municipal de Diou.

### Élections de 1997
| Candidat       | Candidat                        | Parti          | Premier tour | Premier tour | Second tour | Second tour |  |
| Candidat       | Candidat                        | Parti          | Voix         | %            | Voix        | %           |  |
| -------------- | ------------------------------- | -------------- | ------------ | ------------ | ----------- | ----------- |  |
|                | Nicolas Forissier sortant réélu | UDF (PR)       | 16 747       | 38,24        | 23 787      | 50,43       |  |
|                | André Laignel                   | PS             | 14 754       | 33,69        | 23 379      | 49,57       |  |
|                | Stéphane Tarditi                | FN             | 4 734        | 10,81        |             |             |  |
|                | Bruno Martin                    | PCF            | 4 421        | 10,1         |             |             |  |
|                | François Nemo                   | Les Verts      | 2 482        | 5,67         |             |             |  |
|                | Gérard Filliette                | Divers         | 653          | 1,49         |             |             |  |
|                |                                 |                |              |              |             |             |  |
| Inscrits       | Inscrits                        | Inscrits       | 64 196       | 100,00       | 64 190      | 100,00      |  |
| Abstentions    | Abstentions                     | Abstentions    | 17 667       | 27,52        | 14 263      | 22,22       |  |
| Votants        | Votants                         | Votants        | 46 529       | 72,48        | 49 927      | 77,78       |  |
| Blancs et nuls | Blancs et nuls                  | Blancs et nuls | 2 738        | 5,88         | 2 761       | 5,53        |  |
| Exprimés       | Exprimés                        | Exprimés       | 43 791       | 94,12        | 47 166      | 94,47       |  |

Le suppléant de Nicolas Forissier était Bernard Pousset.

### Élections de 2002
| Candidat       | Candidat                        | Parti          | Premier tour | Premier tour | Second tour | Second tour |  |
| Candidat       | Candidat                        | Parti          | Voix         | %            | Voix        | %           |  |
| -------------- | ------------------------------- | -------------- | ------------ | ------------ | ----------- | ----------- |  |
|                | Nicolas Forissier sortant réélu | UMP            | 20 595       | 46,76        | 24 096      | 57,24       |  |
|                | André Laignel                   | PS             | 15 012       | 34,08        | 18 004      | 42,76       |  |
|                | Charlotte d'Ogny                | FN             | 3 544        | 8,05         |             |             |  |
|                | Michel Fradet                   | PCF            | 1 669        | 3,79         |             |             |  |
|                | Jocelyne Giraudette             | Les Verts      | 1 260        | 2,86         |             |             |  |
|                | Phillipe Caffin                 | CPNT           | 898          | 2,04         |             |             |  |
|                | Jean-Marie Sornin               | LO             | 737          | 1,67         |             |             |  |
|                | Odile Gallot                    | MNR            | 331          | 0,75         |             |             |  |
|                |                                 |                |              |              |             |             |  |
| Inscrits       | Inscrits                        | Inscrits       | 64 285       | 100,00       | 64 277      | 100,00      |  |
| Abstentions    | Abstentions                     | Abstentions    | 19 183       | 29,84        | 20 567      | 32          |  |
| Votants        | Votants                         | Votants        | 45 102       | 70,16        | 43 710      | 68          |  |
| Blancs et nuls | Blancs et nuls                  | Blancs et nuls | 1 056        | 2,34         | 1 610       | 3,68        |  |
| Exprimés       | Exprimés                        | Exprimés       | 44 046       | 97,66        | 42 100      | 96,32       |  |

Le suppléant de Nicolas Forissier était Bernard Pousset.

### Élections de 2007
| Candidat       | Candidat                        | Parti          | Premier tour | Premier tour | Second tour | Second tour |  |
| Candidat       | Candidat                        | Parti          | Voix         | %            | Voix        | %           |  |
| -------------- | ------------------------------- | -------------- | ------------ | ------------ | ----------- | ----------- |  |
|                | Nicolas Forissier sortant réélu | UMP            | 18 497       | 46,73        | 21 481      | 54,15       |  |
|                | Marie-Françoise Bechtel         | MRC (PS)       | 8 405        | 21,24        | 18 186      | 45,85       |  |
|                | Vanik Berberian                 | UDF–MoDem      | 3 069        | 7,75         |             |             |  |
|                | Jacques Pallas                  | PCF            | 2 346        | 5,93         |             |             |  |
|                | Ludovic de Danne                | FN             | 1 642        | 4,15         |             |             |  |
|                | Mathieu Michel                  | LCR            | 1 218        | 3,08         |             |             |  |
|                | Jocelyne Giraud                 | Les Verts      | 1 109        | 2,80         |             |             |  |
|                | Bernard Barrault                | CPNT           | 732          | 1,85         |             |             |  |
|                | Norbert Potier                  | COM            | 639          | 1,61         |             |             |  |
|                | Jean-Marie Sornin               | LO             | 539          | 1,36         |             |             |  |
|                | Brigitte Courteville            | LT-LNÉ         | 470          | 1,19         |             |             |  |
|                | François Reich                  | MPF            | 434          | 1,10         |             |             |  |
|                | Gérard Filliette                | Divers         | 255          | 0,64         |             |             |  |
|                | Odile Gallot                    | MNR            | 224          | 0,57         |             |             |  |
|                |                                 |                |              |              |             |             |  |
| Inscrits       | Inscrits                        | Inscrits       | 64 675       | 100,00       | 64 674      | 100,00      |  |
| Abstentions    | Abstentions                     | Abstentions    | 23 811       | 36,82        | 23 146      | 35,79       |  |
| Votants        | Votants                         | Votants        | 40 864       | 63,18        | 41 528      | 64,21       |  |
| Blancs et nuls | Blancs et nuls                  | Blancs et nuls | 1 285        | 3,14         | 1 861       | 4,48        |  |
| Exprimés       | Exprimés                        | Exprimés       | 39 579       | 96,86        | 39 667      | 95,52       |  |

### Élections de 2012
| Candidat       | Candidat                  | Parti                    | Premier tour | Premier tour | Second tour | Second tour |  |
| Candidat       | Candidat                  | Parti                    | Voix         | %            | Voix        | %           |  |
| -------------- | ------------------------- | ------------------------ | ------------ | ------------ | ----------- | ----------- |  |
|                | Isabelle Bruneau élu      | PS                       | 22 299       | 40,12        | 31 366      | 55,18       |  |
|                | Nicolas Forissier sortant | UMP                      | 19 153       | 34,46        | 25 474      | 44,82       |  |
|                | Matthieu Colombier        | FN (RBM)                 | 6 765        | 12,17        |             |             |  |
|                | Jacques Pallas            | PCF (FG) (Divers gauche) | 3 238        | 5,83         |             |             |  |
|                | Raphaël Tillié            | EÉLV                     | 1 231        | 2,21         |             |             |  |
|                | Dorian Da Silva           | MoDem (CpF)              | 901          | 1,62         |             |             |  |
|                | Hugues Foucault           | PCD                      | 591          | 1,06         |             |             |  |
|                | Didier Vaidis             | DLR                      | 458          | 0,82         |             |             |  |
|                | Catherine Moreau          | LO                       | 387          | 0,70         |             |             |  |
|                | Norbert Potier            | COM                      | 319          | 0,59         |             |             |  |
|                | Thierry Rouhart           | NPA                      | 237          | 0,43         |             |             |  |
|                |                           |                          |              |              |             |             |  |
| Inscrits       | Inscrits                  | Inscrits                 | 91 528       | 100,00       | 91 526      | 100,00      |  |
| Abstentions    | Abstentions               | Abstentions              | 34 655       | 37,86        | 32 561      | 35,58       |  |
| Votants        | Votants                   | Votants                  | 56 873       | 62,14        | 58 965      | 64,42       |  |
| Blancs et nuls | Blancs et nuls            | Blancs et nuls           | 1 294        | 2,28         | 2 125       | 3,6         |  |
| Exprimés       | Exprimés                  | Exprimés                 | 55 579       | 97,72        | 56 840      | 96,4        |  |

### Élection de 2017
| Candidat       | Candidat                     | Parti          | Premier tour | Premier tour | Second tour | Second tour |  |
| Candidat       | Candidat                     | Parti          | Voix         | %            | Voix        | %           |  |
| -------------- | ---------------------------- | -------------- | ------------ | ------------ | ----------- | ----------- |  |
|                | Sophie Guérin                | MoDem          | 13 405       | 28,60        | 17 962      | 48,31       |  |
|                | Nicolas Forissier élu        | LR             | 11 432       | 24,39        | 19 218      | 51,69       |  |
|                | Dominique Lanyi              | FN             | 7 035        | 15,01        |             |             |  |
|                | Isabelle Bruneau sortante    | PS             | 5 942        | 12,68        |             |             |  |
|                | Lionel Thura                 | LFI            | 5 140        | 10,97        |             |             |  |
|                | Raphaël Tillié               | EÉLV           | 1 218        | 2,60         |             |             |  |
|                | Yann Dubois de la Sablonière | Divers droite  | 946          | 2,02         |             |             |  |
|                | Michel Sallandre             | FG             | 754          | 1,61         |             |             |  |
|                | Damien Mercier               | LO             | 366          | 0,78         |             |             |  |
|                | Laëtitia Dallais             | UPR            | 256          | 0,55         |             |             |  |
|                | Aline Pornet                 | Extrême gauche | 231          | 0,49         |             |             |  |
|                | Pierre Schwarz               | Pirate         | 145          | 0,31         |             |             |  |
|                |                              |                |              |              |             |             |  |
| Inscrits       | Inscrits                     | Inscrits       | 90 052       | 100,00       | 90 052      | 100,00      |  |
| Abstentions    | Abstentions                  | Abstentions    | 41 818       | 46,44        | 46 554      | 51,7        |  |
| Votants        | Votants                      | Votants        | 48 234       | 53,56        | 43 498      | 48,3        |  |
| Blancs et nuls | Blancs et nuls               | Blancs et nuls | 1 364        | 2,83         | 6 318       | 14,52       |  |
| Exprimés       | Exprimés                     | Exprimés       | 46 870       | 97,17        | 37 180      | 85,48       |  |

### Élections de 2022
Les élections législatives françaises de 2022 se déroulent les dimanches 12 et 19 juin 2022.
| Résultats des élections législatives des 12 et 19 juin 2022 de la 2e circonscription de l'Indre |                          |                          |                          |              |              |             |             |
| Candidat                                                                                        | Candidat                 | Parti et coalition       | Nuance                   | Premier tour | Premier tour | Second tour | Second tour |
| Candidat                                                                                        | Candidat                 | Parti et coalition       | Nuance                   | Voix         | %            | Voix        | %           |
|                                                                                                 | Nicolas Forissier        | LR (UDC)                 | LR                       | 11 386       | 25,52        | 22 507      | 58,19       |
|                                                                                                 | Fabien Thirion           | RN                       | RN                       | 10 545       | 23,64        | 16 173      | 41,81       |
|                                                                                                 | Aymeric Compain          | LFI (NUPES)              | NUP                      | 9 815        | 22,00        |             |             |
|                                                                                                 | Sophie Guérin            | LREM (ENS)               | ENS                      | 8 192        | 18,36        |             |             |
|                                                                                                 | Jean-Michel Péroux       | REC                      | REC                      | 1 593        | 3,57         |             |             |
|                                                                                                 | Alexandra Botton         | LMR                      | DVD                      | 1 000        | 2,24         |             |             |
|                                                                                                 | Damien Mercier           | LO                       | DXG                      | 874          | 1,96         |             |             |
|                                                                                                 | Roland Cash              | PA                       | ECO                      | 606          | 1,36         |             |             |
|                                                                                                 | Annie Berthault-Korzhyk  | DLF                      | DSV                      | 601          | 1,35         |             |             |
| Votes valides                                                                                   | Votes valides            | Votes valides            | Votes valides            | 44 612       | 96,88        | 38 681      | 89.53       |
| Votes blancs                                                                                    | Votes blancs             | Votes blancs             | Votes blancs             | 989          | 2,15         | 3225        | 7.46        |
| Votes nuls                                                                                      | Votes nuls               | Votes nuls               | Votes nuls               | 450          | 0,98         | 1298        | 3.00        |
| Total                                                                                           | Total                    | Total                    | Total                    | 46 051       | 100          | 43 204      | 100         |
| Abstention                                                                                      | Abstention               | Abstention               | Abstention               | 42 313       | 47,88        | 45 159      | 51.11       |
| Inscrits / participation                                                                        | Inscrits / participation | Inscrits / participation | Inscrits / participation | 88 364       | 52,12        | 88 363      | 48.89       |

### Élections de 2024
| Candidat,                | Candidat,                | Parti et coalition       | Nuances                  | Premier tour | Premier tour | Second tour | Second tour |
| Candidat,                | Candidat,                | Parti et coalition       | Nuances                  | Voix         | %            | Voix        | %           |
| ------------------------ | ------------------------ | ------------------------ | ------------------------ | ------------ | ------------ | ----------- | ----------- |
|                          | Marc Siffert             | RN                       | UXD                      | 24 512       | 41,71        | 27 242      | 47,24       |
|                          | Nicolas Forissier        | LR                       | LR                       | 18 700       | 31,82        | 30 423      | 52,76       |
|                          | Clément Sapin            | PS (NFP)                 | UG                       | 13 783       | 23,46        | Retrait     | Retrait     |
|                          | Damien Mercier           | LO                       | EXG                      | 931          | 1,58         |             |             |
|                          | Pierre Schwarz           | Sans étiquette           | DIV                      | 836          | 1,42         |             |             |
|                          |                          |                          |                          |              |              |             |             |
| Votes valides            | Votes valides            | Votes valides            | Votes valides            | 58 762       | 93,37        | 57 665      | 94,27       |
| Votes blancs             | Votes blancs             | Votes blancs             | Votes blancs             | 1400         | 2,30         | 2 325       | 3,80        |
| Votes nuls               | Votes nuls               | Votes nuls               | Votes nuls               | 814          | 1,33         | 1 179       | 1,93        |
| Total                    | Total                    | Total                    | Total                    | 60 976       | 100          | 61 169      | 100         |
| Abstention               | Abstention               | Abstention               | Abstention               | 26 395       | 30,21        | 26 202      | 29,99       |
| Inscrits / participation | Inscrits / participation | Inscrits / participation | Inscrits / participation | 87 371       | 69,79        | 87 371      | 70,01       |